# 放射性废料

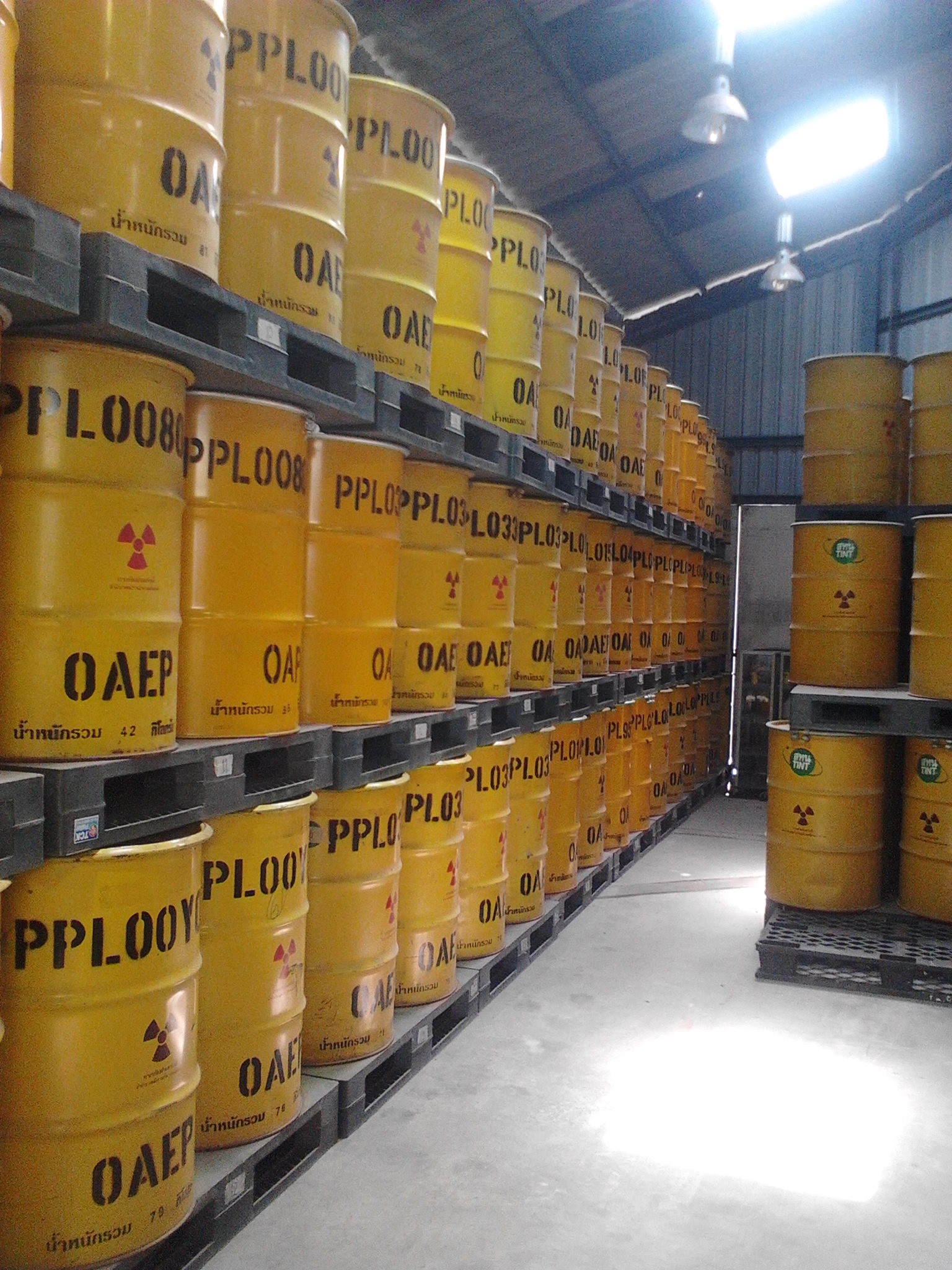
泰國的廢料

放射性廢料是指含有放射性物質的廢料，一般在如核裂變一類的核反應中產生。事實上，一些與核工業沒有直接關聯的產業在生產過程中也會排放出一定量的放射性廢料。放射性廢料通常按其輻射量的強弱以及核種半衰期的長短來分類，各國有不同的分類方式。常見的類別有高放射性廢物(HLW)、低放射性廢物(LLW)、中放射性廢棄物(ILW)、TRUW等等。其中輻射量大、大量衰變熱，而且半衰期長的核廢料會列為高階核廢料，此外，核廢料可以提煉，再做細分類仍可回收使用，例如一些核廢料能用於製造放射性同位素熱電機的燃料，具有極高價值。
一般來說，物質的放射性會隨時間的推移而減弱，所以原則上所有放射性廢料都可以與外界隔絕一段時間，達到使其不再能引起危害的目的。醫用放射性物質或工業放射性物質的封存時間一般為數小時至數年就會衰變完畢，而無用處的核廢料則需要封藏上千年，故放射性核廢料目前可行的處置就是地質處置。其他處置或再利用方式是目前熱門的科技研發主題。至於像車諾比核電廠、福島第一核電廠的廢棄爐心，當前無法地質處置，那會想辦法遮蔽封裝起來。 
作为聯合國國際原子能機構的《乏燃料管理安全和放射性廢料管理安全聯合公約》章程的一部分，簽署協議的大部分發達國家放射性核廢料的儲量及處理辦法的概要會定期地公布並被進行評審。

## 基本性质
放射性废料都含有放射性同位素——一类因原子核的不稳定而容易发生衰变的元素，它们以不同形式、不同强弱进行持续时间长短不同的衰变。衰变中产生的电离辐射不论对人类生命健康还是对自然环境都会造成一定伤害。

### 物理性质
放射性废料中的所有放射性同位素都有各自的半衰期（使自身的一半衰变为其他物质所需要的时间），最终放射性废料会衰变成完全不具放射性的物质。某些乏燃料中的放射性元素（如鈽-239）在自然放置上千年后对人类及其他生命仍然有害，另外，甚至还存在上百万年都不能衰变完全的同位素。因此，这些废料必须被封存几个世纪并与自然环境隔离更长时间。某些元素具有较短的半衰期（如碘-131的半衰期约为8天），所以相对于其他放射性元素而言，它们造成的危害较小，不过它们在衰变初期由于衰变急剧，其实更加活跃、危险。右侧的两张表给出了几种主要的放射性同位素的资料，包含它们各自的半衰期和它们作为铀-235的裂变产物的裂变产物产量。
一种同位素衰变得越快，它的放射性越强。某种纯的放射性物质的危险程度是由它衰变产生的辐射种类与能量等重要因素界定的，而这种物质的活泼性、扩散入环境及被生物吸收的难易程度则由它的化学性质决定。对于许多不能很快衰变至较稳定的状态，而是继续产生放射性衰变产物或引起衰变链的放射性同位素，它们和自身的衰变产物的性质和影响更加复杂。

### 药代动力学性质
暴露在高强度的放射性废料的辐射中可能会导致严重损伤，甚至死亡。对成熟的动物进行辐照或其他能导致变异的处理（如化学疗法中的细胞毒类肿瘤药物治疗，该药物本身也是致癌物），可能导致该生物体患上癌症。经计算，5西弗的辐射剂量对于人类已是致命。另外，一剂0.1西弗的辐射令人死亡的概率是8‰，该概率随单剂剂量每增加0.1西弗增加一倍。 电离辐射可能导致染色体片段的缺失。 如果一个发育中的有机体（如未出生的婴儿）接受了辐射，可能会导致先天性畸形等先天性疾病，不过这些缺陷却不会出现在同样接受了辐照形成的配子或由配子融合形成的细胞中。由于人们对辐射诱变的机理尚不明确、不能以人类意志控制人工诱变的结果，所以由辐射导致的突变对人类的影响仍是不定向的（即不能预期它对人类的影响是利是弊）。
暴露在放射性同位素的辐射中的危险性取决于该放射性同位素的衰变形式及该放射性同位素所属元素的药物动力学性质（即该元素的代谢方式与代谢速度）。例如，虽然碘-131是一种短寿命、并以β、γ两种形式衰变的放射性同位素，但它却因为会在甲状腺中聚集而对生命体造成比一般以水溶性化合物形式存在的铯-137更大的伤害（能溶解在水中的物质更易随尿液排出）。同样地，主要以α衰变的锕系元素（如镭、铀等），由于它们一般具有较长的生理学半衰期与较高的线性能量转移值，所以也被认为对生命体有较大危害。因为在上述几个方面的不同，放射性同位素能造成的生理学损伤较难简单判断。

### 首端
核燃料循环首端产生的放射性核废料一般为以α衰变的铀的萃取物。这些物质中常常含有镭以及镭的衰变产物。
在铀矿中采集的二氧化铀（UO2）的放射性其实并不十分强——大约只是建筑中使用的花岗岩的放射性强度的几千倍。人们将这些铀的氧化物精炼得到八氧化三铀（U3O8），再转化成六氟化铀（UF6）气体。经过浓缩，铀-235的含量可由原来的0.7%提升至4.4%（低浓缩铀，LEU）。最后，经过一系列的反应，六氟化铀还原成质地坚硬的陶状氧化物作为核反应堆中的核燃料。
在浓缩铀的过程中，主要的副产物是耗乏铀（depleted uranium，DU），其主要含有铀-238同位素，而铀-235的含量只占3‰。多余的六氟化铀及八氧化三铀都会被封存起来。部分因其具有很大的密度而在一些特殊的领域有较高的应用价值如反坦克武器的炮弹。它也常与回收后得到的鈽一起用于制造混合氧化物燃料（mixed oxide fuel，MOX），并以其“稀释”储存在核武器中的需要由武器级核燃料转变为工业级核燃料的高浓缩铀（HEU）。这一稀释的过程也被称作浓缩鈾稀释，这也意味着任何已获得成品核燃料的国家或组织需要反演该武器装配前的十分复杂、昂贵的浓缩过程。

### 末端
核燃料循环的末端的乏燃料棒主要含有以β衰变或γ衰变的裂变产物、α衰变的锕系元素（如铀-234、镎-237、鈽-238和镅-241），有时还含有辐射中子的放射性同位素（如锎）。这些同位素都是在核反应堆中产生的。
明确从已被利用过的核燃料的后处理中重新获得核燃料的过程是十分重要的。现在人们所使用的核燃料含有高放射性裂变产物，其中大部分是良好的中子吸收剂，专业上也被称为“中子毒物”。由于它们不断吸收中子，最终达到“饱和”导致链式反应停止——甚至连从堆芯中取走用于抑制反应的控制棒也不能使反应继续的程度。这样的核燃料被视为“已经用尽”，虽然其中仍含有大量的铀-235和鈽，但还是需要用新的核燃料来取代它们。在美国、德国和中国，这些已被利用过的核燃料主要被以不同方式贮存起来；而在俄罗斯、英国、法国、日本和印度等国，它们经过后处理除去其中的稳定裂变产物后得到再利用。俄罗斯等国对利用过的核燃料的处理过程中包含对高放射性材料的处理，从中获得的裂变产物是浓缩的高级废料形式存在的。这些国家都以鈽单循环的形式进行核燃料后处理，印度是世界上已知的唯一一个致力于钚复合回收计划的国家。钚回收有两个显著的好处：经过后处理的核燃料变得不能再被利用于核武器的制造，但作为工业核燃料，它的利用效率可以很高。印度的鈽反应堆以实现接近典型商业核反应堆的4倍的燃烧效率。

#### 與化石燃料的比較
有主张认为，核能在任一方面的污染都远不及化石燃料的燃烧所造成的严重。2004年，英国广播公司（BBC）的一篇报道中提到：“世界卫生组织（WHO）认为每年全世界约有3百万人死于由车辆和工厂排放的废气和可吸入顆粒造成的室外空气污染；此外，每年还有6万人死于固体燃料燃烧引起的室内空气污染。” 在美国，化石燃料产生的废物与每年大约两万人的死亡有关。一个火力发电站与相同功率的核电站相比，火力发电站所释放的辐射强度是核电站的10倍。根據估計，在1982年美國的燃煤活動所釋放出的輻射量甚至比三哩島核事故的輻射量高155倍。但這些輻射比較均未說明是以安全的非游離輻射還是游離輻射計量，而後者為使用核能的主要疑慮。其他研究也指出，一座 1000 MWe 的火力發電廠每年會不受控制地釋出5.2公噸的鈾—其中包含34公斤具高放射性的鈾-235—，和12.8公噸的釷；相較之下，一座 1000 MWe 的核電廠每年會產生約30公噸的高放射性固態廢棄物。

#### 自然的例子
有一個例子証明了放置大量放射性廢料在地下是安全且可靠的。 在20億年前的非洲西部的奧克洛，一個天然，存有大量放射性鈾的鈾礦在地下開始了其衰變過程。這個天然核裂變反應堆持續運作了數百萬年，那些鈾衰變成鈈和其他與現今的高放射性廢物一樣的物質。儘管當時在該地區存有大量的地下水，但這些物質依然不會滲入水中污染環境，並全部衰變成其他非放射性元素。
世界核能協會提供了一個比較不同形式的能源生產造成的死亡數字。在他們的統計數字中，死亡人數是以每千瓦時/年所計算出來的。根據在1970 至 1992年間的數據顯示，有885人的死是和水力發電有關 ; 有342人的死是和燃煤發電有關 ; 有85人的死是和天然氣發電有關而有8人的死則與核能發電有關。

### 核燃料的成分以及長遠的放射性活動

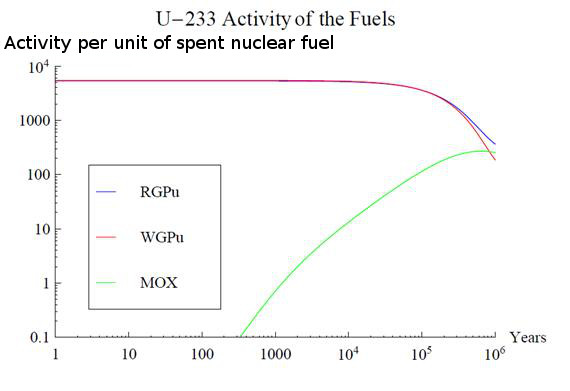
比較三種不同的核燃料類型裏所含有的鈾-233的放射性活動的曲線圖表

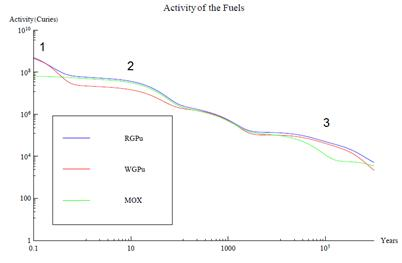
比較三種不同的核燃料類型的總放射性活動的曲線圖表

在計劃使用核燃料的同時，我們必須要考慮到如何妥善地處理放射性衰變期長的核廢料，亦即是制訂一套完整的核廢料處理方案。嚴格來說，那些放射性衰變期長的核廢料（高放射性廢料），在制訂核廢料處理方案的過程中佔有一個很重要的地位，是最迫切需要解決的問題。而由不同類型的核燃料所造成的核廢料，其廢料處理方案也會有所不同。

#### 使用釷的核燃料
而其中一個例子是使用釷的核燃料，釷-232會通過吸收慢中子而變成可作核燃料之用的鈾-233，所以在裂變的過程中核燃料裏通常都會存有鈾-233，而鈾-233的半衰期則有15.9萬年。而其放射性衰變將會長期佔有着核燃料的周期（由採礦至衰變完全結束）達100萬年之久。而從右上角的曲線圖表可以看出三種不同的核燃料類型裏所含有的鈾-233的放射性活動的比較。

#### 核燃料的活性
而那些核燃料通常被分為三種，它們分別使用反應堆級鈈，與武器級鈈和混合氧化物燃料。而不同的核燃料，具有不同的活性曲線。關於反應堆級鈈和武器級鈈在一百萬年內鈾-233的量可以從右上角的曲線圖表中看出。由此可見，鈾-233的量與三種不同的核燃料類型的放射性活動有着密切的關係。而正因為混合氧化物燃料並不存在鈾-233，所以相對地它的活性便會較其他的低。相反，反應堆級鈈和武器級鈈有較高的活性，因為它們含有混合氧化物燃料沒有的鈾-233。

### 医疗
医用放射性物质往往包含能放射β粒子及γ射线的物质。它们可以被分为两大部分。在核医学的诊断中常用到的一些短寿命γ射线放射物如鎝-99m、鉈-201等，它们的只要在像普通垃圾一样处理前先放置一段不长的时间已令其衰变至稳定状态。其他医疗中常用到的放射性同位素（括号内为各自的半衰期）包括：
- 钇-90，用于治疗淋巴瘤（2.7天）
- 碘-131，用于对甲状腺进行功能测试、治疗甲状腺癌（8.0天）
- 锶-89，用于治疗骨癌、也用于静脉注射（52天）
- 铱-192，用于近距离治疗（74天）
- 钴-60，用于近距离放疗、体外放射治疗（5.3年）
- 铯-137，用于近距离放疗、体外放疗（30年）

### 工业
来源于工业的废料可能包含能放射α粒子、β粒子、中子或γ射线的物质。γ射线放射物主要用于造影，而中子放射物的用途则很广泛：例如石油测井。

### 技術增強天然放射性物質（Technologically Enhanced Naturally Occurring Radioactive Materials, TENORM）
“天然”具有放射性的物质称作“NORM”(Naturally Occurring Radioactive Materials)。這是天然物質不是廢料。像人体放射性的来源则为钾-40（40K），但人類體內的鉀40並不是核廢料，也不需要處理。而經由開採、提煉、使用、處理、儲存等人為方式，增加原有放射性活度濃度或輻射劑量之天然放射性物質。因為人為濃縮增強了放射性同位素濃度，就被一些人認為是一種核廢料，稱為“TENORM”（Technologically Enhanced Naturally Occurring Radioactive Materials, 技術增強天然放射性物質）。像濃縮後的鈾燃料，事業廢棄物中含放射性☢️的礦渣、煤灰等，即屬於TENORM的一種。

#### 煤炭的放射性
煤炭含有少量的放射性鈾，鋇，釷和鉀，純煤比起那些放射性物質在地殼中的分佈量更低。純煤是NORM，並不是核廢料。與純煤相比，一些碳化程度低的煤（“髒”煤），如泥炭和褐煤擁有更高含量的放射性物質（雜質），而這些雜質會在煤燃燒時以懸浮物的型態釋放至大氣。. 正因為'髒'煤的灰分（不能燃燒的部分）含量高, 以致它們在燃燒時會釋放出活躍的有害物質。而“髒”煤灰的放射性則與焦煤相等但比磷灰石低，但更令人關注的是煤燼所造成空氣污染。

#### 煤灰的放射性
經過燃燒，大部分的碳、氫、氧都轉為二氧化碳與水蒸氣釋放到大氣，但是原本少量的放射性鈾，鋇，釷和鉀如果留在煤灰，濃度變大，就等於技術增強了放射性，也就是TENORM。

#### 石油和天然氣的放射性
石油和天然氣含有少量的放射性元素，是NORM，並不是核廢料。

#### 油井汙泥的放射性
石油和天然氣處理工廠所排放出的廢料普遍都含有鐳及其同位素，從油井中抽取出來的硫酸鹽化合物裏富含鐳，而井裏的水，石油和天然氣則富含氡。當這些氡衰變後便形成其他固態放射性同位素並在鑽油管道內形成一層覆蓋物。在石油處理廠裏的丙烷生產區最容易受放射性污染，因為氡和丙烷處於同一個分餾層。經由人工開採、提煉、使用、處理，汙泥中放射性同位素的濃度提高，就被視為TENORM。

## 處理放射性廢料

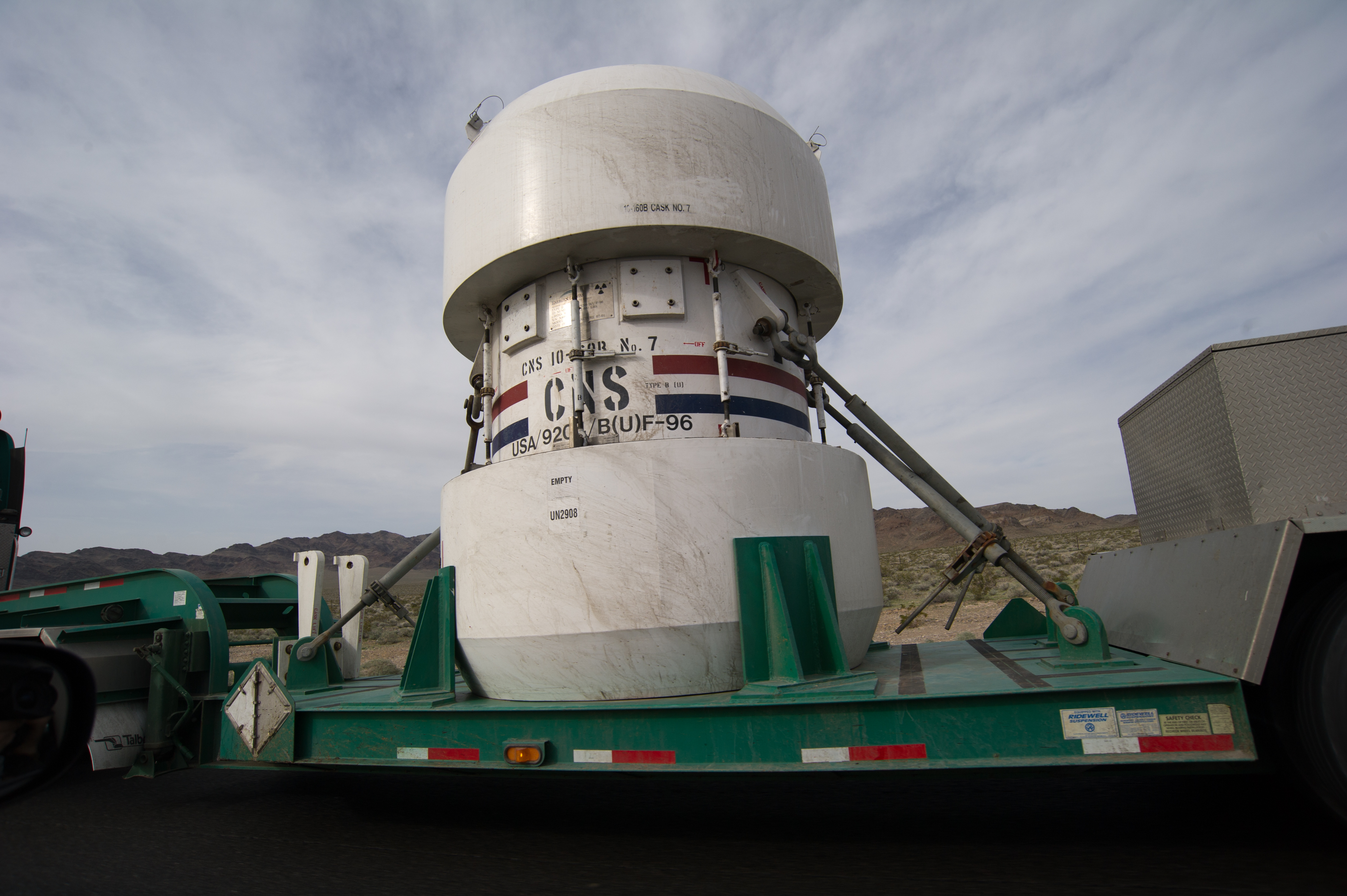
一個盛載中至高級放射性廢物的高科技容器。

低放射性廢料要監測300年才可以確定其安全穩定性，可是有些核廢料是屬於高放射性廢料，因為其中有些放射性元素半衰期很長，就算監測300年也沒用。以鎝-99（半衰期21.1萬年）和碘-129（半衰期1,570萬年）為例，它們需要放置最少3000年才能有效地減低其放射性。而比它們更棘手的還有超鈾元素（比鈾重的放射性元素混合物）裏面的錼- 237（半衰期214.4萬年）和鈽-239（半衰期2.41萬年）。 
要妥善地處理這些核廢料需要到一定程度的技術和嚴密的監控，以隔除這些放射性廢料對生態和人類的威脅。其次就是訂制一個長期，穩定的管理方案包括貯存，處置或者把核廢料轉化成對環境無害的方式棄置 ，而世界各國政府正在考慮一系列的核廢料管理和處置方案，並在長遠的廢物管理方案上取得了一部分的進展。

### 低階核廢料處理作法
裝桶，淺層掩埋。
核電廠的雜物，醫院核子醫學設備產生的廢棄物等等，輻射有限，基本上壓縮後裝桶，就可以隔絕輻射。然後做淺層掩埋或放入隧道，幾百年後放射性就與背景輻射相當了。

### 高階核廢料處理作法
按順序進行廠內水池冷卻，裝桶中期貯存，最終處置深埋。
1. 廠內水池冷卻：核電廠使用後的乏燃料棒，仍然散發高熱，所以會先在核電廠中設置水池冷卻。水池由核電廠供電與注水保持水位與溫度。水池冷卻這階段可能要維持幾年。
2. 裝桶中期貯存：有多種做法(1)水池貯存，移到場外另一個水池貯存，繼續冷卻。(2)廠外乾貯：乏燃料棒經過幾年水池冷卻到一個程度，會裝桶隔絕輻射，移出核電廠，到室外或室內乾貯場，以流通空氣冷卻。乾貯這階段可能要維持幾十年。(3)再處理後進行乾貯：乏燃料棒送去再處理，再處理產生的核廢料做玻璃化之後，運到乾貯場，以流通空氣冷卻，乾貯數十年到一百年。
3. 最終處置深埋：冷卻到一個程度，即可深埋到地下深處。幾萬年都不用擔心了。有人擔心萬一洩漏之後不僅汙染地下水源更會汙染土地，但是這可以在選址的時候就避開有地下河川的地點。就算有地下河川，地下幾百公尺的水是不會往上流到地面的。

### 低階放射性廢料最終處置前的處理(可選擇)
可以選擇做額外處理，再進行最終處置。但無法取代最終處置。
1. 壓縮
2. 焚燒
3. 固化

### 高階放射性廢料最終處置前的處理(可選擇)
乏燃料可以選擇做額外處理，再進行最終處置。但無法取代最終處置。
1.核廢料玻璃化
這是高階核廢料選擇性的作法，不做也可以，如美國就不做高階核廢料玻璃化。至於低階核廢料因為沒有大量降解熱，並沒有必要這樣做。 如果乏燃料做過再處理，那會產生液態的高階核廢料。要有效地長期儲存放射性廢液便要把它們轉換成一種穩定, 長期不會降解（因為降解時會產生大量的崩解熱並使廢液沸騰，產生放射性氣體，增加儲存桶的壓力並發生洩漏。）和發生反應的方式儲存。而將之玻璃化就能做到這一點。 目前塞拉菲爾德已經開始採用這一種方式來儲存放射性廢液，首先把廢液與糖類物質混合後煅燒，而焙燒的目的就是要去除硝酸鹽和蒸發掉多餘的水份，以增加其穩定性。
煅燒後所產生的成品（成品A）會被引入到一個充滿玻璃碎片的熔爐，之後便把尚未冷卻的液態混合物分批倒入圓形的不銹鋼容器內。當它們冷卻凝固時這些玻璃碎片把成品A結晶化成為一種高度防水（這樣就能防止它們滲漏）的放射性玻璃
不銹鋼容器填滿後便會被密封焊接，經過清潔和外部污染檢查後，先進行幾十年的乾貯，之後作深埋。
在不銹鋼容器內的放射性玻璃通常是表面有黑色光澤的物質。在英國，這些放射性玻璃都是通過遠端控制進行試樣製備的。放射性玻璃中的糖是用來控制釕的化學作用和制止它形成含揮發和爆炸性和具有放射性（因含釕- 106的 RuO4。在西方國家，那些碎玻璃原料通常是硼矽酸鹽玻璃（類似耐熱玻璃），而前蘇聯通常使用磷酸鹽玻璃。那些在玻璃裏的核廢料的量必須加以限制因為有些金屬例如鈀、碲和鉑系的金屬不能與玻璃結晶化。 德國已經擁有一間正在運作中的核廢料玻璃化工廠，用來重新處理舊有，已被封存的核廢料。 
2.分離與核嬗變

### 低階放射性廢料的最終處置
近地表處置(Near Surface Disposal)，有三種類型
1. 壕溝
2. 地上設施
3. 地下設施

### 放射性廢料的其他處理構想
現在國際上已經不做核廢料海拋。聯合國1972年制定《防止傾倒廢棄物污染海洋公約》，通稱「倫敦海拋公約」或「倫敦公約」，禁止將可能危害環境與人類的廢料傾倒在海洋。聯合國在1996年並進一步訂定「倫敦海拋公約一九九六年議定書」正面表列，允許七大項物質可從事海拋外，其他廢棄物則不得進行海拋處理。這七大類物質包括：疏浚泥沙、污水下水道污泥、漁產加工廢棄物、船舶或海洋設施、無機之地質材料及天然有機等無害物質及位於離島偏遠地區，無妥適處理方式之大體積物質，但限其主要成分為鐵、鋼、混凝土等無害材料項目。到2016年9月為止，有89國簽署倫敦公約。

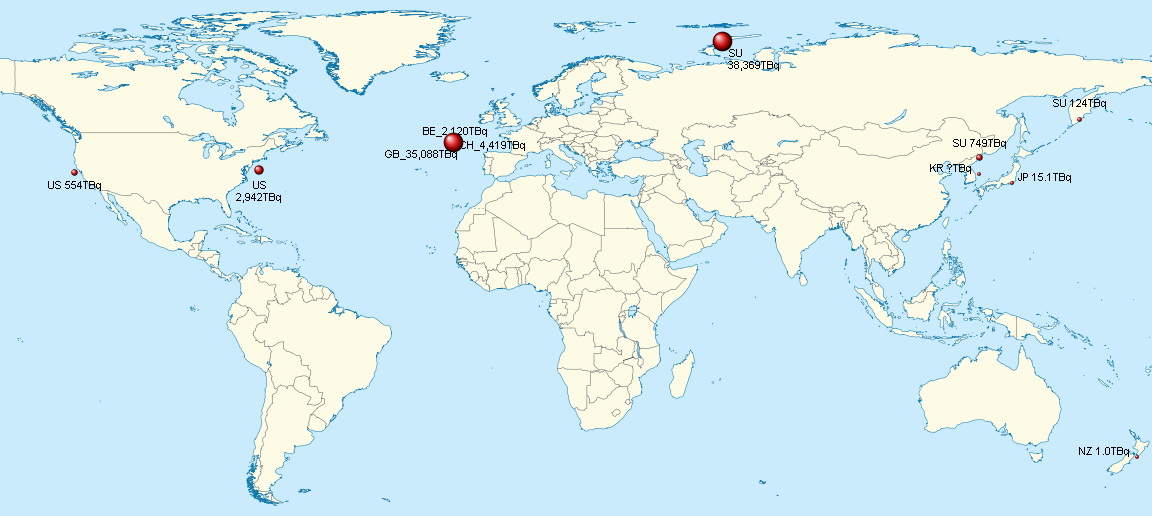
海拋核廢料地點與數量。
SU=蘇聯 (39,243TBq), GB=英國 (35,088TBq), CH=瑞士 (4,419TBq), BE=比利時 (2,120TBq). 法國 (354TBq), 德國 (0.2TBq), 義大利 (0.2TBq), 荷蘭 (336TBq), 瑞典 (3.2TBq) 包含在 GB記號, 俄羅斯 (2.8TBq) 包含在 SU記號. US=美國 3,496TBq, 日本 15TBq, 韓國 ?TBq, 紐西蘭 1+TBq。

## 延伸閱讀
- Babu, B.V., and S. Karthik, Energy Education Science and Technology, 2005, 14, 93–102. An overview of waste from the nuclear fuel cycle.
- Bedinger, M.S. (1989). Geohydrologic aspects for siting and design of low-level radioactive-waste disposal [U.S. Geological Survey Circular 1034]. Washington, D.C.: U.S. Department of the Interior, U.S. Geological Survey.
- Fentiman, Audeen W. and James H. Saling. Radioactive Waste Management. New York: Taylor & Francis, 2002. Second ed.
- Hamblin, Jacob Darwin (2008).  Poison in the Well: Radioactive Waste in the Oceans at the Dawn of the Nuclear Age.  Piscataway, NJ: Rutgers University Press.
- Hewitt, Robin (1985). Outer Space: the Easy Way Out?, Sierra Club Radioactive Waste Campaign, N.Y., NY, 1985. ().
- Nuclear and Radiation Studies Board. (NRSB （页面存档备份，存于）) Going the Distance? The Safe Transport of Spent Nuclear Fuel and High-Level Radioactive Waste in the United States  （页面存档备份，存于） ISBN 0-309-10004-6

## 外部連結
- Alsos Digital Library - Radioactive Waste (annotated bibliography)
- Euridice European Interest Group in charge of Hades URL operation （页面存档备份，存于） (link)
- Ondraf/Niras, the waste management authority in Belgium (link)
- Critical Hour: Three Mile Island, The Nuclear Legacy, And National Security （页面存档备份，存于）  (PDF)
- Environmental Protection Agency - Yucca Mountain （页面存档备份，存于） (documents)
- Grist.org - How to tell future generations about nuclear waste （页面存档备份，存于） (article)
- International Atomic Energy Agency - Internet Directory of Nuclear Resources (links)
- Nuclear Files.org - Yucca Mountain (documents)
- Nuclear Regulatory Commission - Radioactive Waste （页面存档备份，存于） (documents)
- Nuclear Regulatory Commission - Spent Fuel Heat Generation Calculation (guide)
- Radwaste Solutions （页面存档备份，存于） (magazine)
- UNEP Earthwatch - Radioactive Waste （页面存档备份，存于） (documents and links)
- World Nuclear Association - Radioactive Waste (briefing papers)
- RadWaste.org （页面存档备份，存于）